# Gnagna
Gnagna ist eine Provinz in der Region Est im westafrikanischen Staat Burkina Faso mit 499.511 Einwohnern auf 8470 km².
Die Provinz liegt im Osten und ist eher dünn besiedelt. Es gibt keine asphaltierten Straßen, wohl aber einen Flugplatz in Bogandé. Die Provinz ist das Zentrum des burkinischen Erdnussanbaus, außerdem gibt es Bewässerungskulturen nahe den kleineren Stauseen, beispielsweise in der Nähe von Manni.

## Liste der Departements/Gemeinden
| Nr. | Departement/Gemeinde |
| --- | -------------------- |
| 1   | Bilanga              |
| 2   | Bogandé              |
| 3   | Coalla               |
| 4   | Liptougou            |
| 5   | Mani                 |
| 6   | Piéla                |
| 7   | Thion                |